# Edward Wilmer
Edward Wilmer était un négociant, journaliste et éditeur britannique du XIXe siècle.

## Biographie
Imprimeur, éditeur et vendeur de livres à Liverpool, associé à un négociant en thé, Edward Wilmer a lancé plusieurs entreprises de distribution de journaux et fait fortune, ce qui lui a permis de faire construire le « Willmer's Building » à Liverpool.
En 1839, il décide de commercialiser tous les samedis matin à Liverpool une édition locale du Lancet London, journal médical fondé en 1823 par le chirurgien Thomas Wakley. Edward Wilmer opère plus généralement un service de messageries vers Londres, pour les nouvelles américaines reçues dans le port de Liverpool. 
Il est aussi éditeur d'un quotidien anglais avec David Smith, comme lui négociant en import/export à Liverpool. Tous deux, installés au 32, Church Street à Liverpool, dirigent le Liverpool Times, premier quotidien fondé en 1829 à partir de l'acquisition du Billinge's Advertiser par Thomas Baines (1806–1881), qui sera plus tard l'historien de la ville. 
Le Liverpool Times se vend également en Amérique, via le transport sur les paquebots à vapeur à partir des années 1840, avec des informations européennes reprises dans le New-York Tribune mais aussi des publications agricoles comme The Ohio Cultivator, qui cite ses informations météorologiques en 1846. Le journal sera ensuite rendu obsolet par un concurrent plus ancien le Liverpool Mercury, et disparait en 1856 victime de ses procédés d'impression trop anciens.
Edward Wilmer et son associé David Smith ont lancé un des premiers journaux transatlantiques, la Wilmer's Americain News Letter publiée de 1842 à 1845. Ils lancent ensuite, en 1843, l'European Times, rédigé en plusieurs langues, qui va durer 26 ans, pour disparaître seulement en juillet 1868 La moitié de ses huit pages est consacrée aux nouvelles commerciales venues d'Europe. Les grands quotidiens américains, le New York Herald et le New York Tribune y puisent la majorité de leurs nouvelles européennes. Les nouvelles européennes y sont développées sur plusieurs colonnes, en provenant de plusieurs pays et repris intégralement par de nombreux journaux